# Tsingyskogsrall
Tsingyskogsrall (Mentocrex beankaensis) är en nyligen beskriven fågelart som numera placeras i familjen dunrallar inom ordningen tran- och rallfåglar. Den förekommer enbart på västra Madagaskar. 

## Utseende och läte
Tsingyskogsrallen är en 30 cm lång ralliknande fågel med gråbrun ovansida och rödbrun undersida. Den liknar madagaskarskogsrallen som den även behandlats som en del av. Denna art är dock tydligt större, framför allt med längre vingar, ben och stjärt. Den har vidare mindre vit strupfläck, mer utbrett rostrött även på kinder och örontäckare men är mattare färgad i ansiktet och på hjässan. Lätet är okänt.

## Utbredning och systematik
Fågeln förekommer enbart på västra Madagaskar och beskrevs som ny art så sent som 2011. Den behandlas som monotypisk, det vill säga att den inte delas in i några underarter.

### Släktskap
Tidigare placerades tsingyskogsrallen bland de egentliga rallarna i familjen Rallidae, men DNA-studier visar att den hör hemma i familjen Sarothruridae som är närmare släkt med simrallarna än med rallarna. Traditionellt placeras den i släktet Canirallus tillsammans med nära släktingen madagaskarskogsrallen och den afrikanska arten gråstrupig rall. En studie från 2019 visar dock att gråstrupig rall snarare är en del av de egentliga rallarna, varför tsingy- och madagaskarskogsrallen flyttats till ett eget släkte, Mentocrex.

## Levnadssätt
Tsingyskogsrallen är känd från karstformationer med vassa kalkstensformationer. Den förekommer i torr lövskog, ofta i kanjoner eller dalar omgärdade av klippväggar. Både födan och dess häckningsbiologi är helt okänd.

## Status
Arten har ett mycket litet utbredningsområde. Dess levnadsmiljö tros försämras i kvalitet på grund av omvandling för jordbruksändamål. Internationella naturvårdsunionen IUCN kategoriserar arten som sårbar. Världspopulationen uppskattas till mellan 2 500 och 10 000 vuxna individer.

## Namn
Tsingy är vassa kalkstensformationer som gett namn åt naturreservatet Tsingy de Bemaraha i västra Madagaskar.